# José María Otamendi Machimbarrena
José María Otamendi Machimbarrena (n. San Sebastián el 2 de enero de 1885 - f. Madrid el 5 de marzo de 1959) fue un ingeniero industrial español. Colabora con sus hermanos en el desarrollo del Metro de Madrid, así como en la Compañía Madrileña Urbanizadora. Realiza junto con el arquitecto y hermano mayor Julián el Edificio Lope de Vega  en la Gran Vía (números 53, 55, 57 y 59). Fue alcalde de San Sebastián y presidente de la Caja de Ahorros de Guipúzcoa. Su nieto Álvaro Churruca Otamendi fue un accionista de Metrovacesa.

## Carrera
Estudia la carrera de Ingeniero Industrial en Madrid que interrumpe en 1902 debido al descubrimiento de una tuberculosis que se cura en un balneario de los alpes suizos. Tras regresar a Madrid finaliza la carrera en 1908. Tras finalizar participa en los negocios de urbanización de los otros hermanos, y colabora en la Compañía Madrileña Urbanizadora creada por ellos. Con su hermano mayor Julián diseña y construye el Edificio Lope de Vega (1945-1949) en el tercer tramo de la Gran Vía madrileña. Ayuda a sus hermanos a edificar la Avenida Reina Victoria en su paso a Moncloa y su Stadium Metropolitano.